# بنج ذهبي
البنج الذهبي (باللاتينية: Hyoscyamus aureus) نوع نباتي سام مخدر من الفصيلة الباذنجانية. يشبه البنج الأبيض إلا أنه يختلف عنه في لون الأزهار الأصفر الذهبي.

## الموئل والانتشار
موطن هذا النوع بلاد الشام ومصر وقبرص وتركيا.